# Josip Gržeta
Josip Gržeta zvani Joso (1926. – Vir, 6. travnja 2018.), hrvatski društveno-politički, gospodarski i športski djelatnik i dužnosnik. Jedan od najvažnijih protagonista virskog političkog i društvenog života druge polovice 20. stoljeća, prvi operativac otoka, "kralj Vira", kako su ga nazivali Privlačani i Virani.

## Životopis
Predsjedavao omladinskom organizacijom. Nakon pada pada Italije iz Vira rukovodila je angažiranjem Virana za borbu protiv okupatora i njihovim priključenjem postrojbama NOVH. Poslije Drugoga svjetskog rata bio je središnje ime na Viru. Obnašao je dužnost tajnika Mjesnog odbora i predsjednika Mjesne zajednice Vir u više mandata. Djelatan i u gospodarstvu. Bio je direktorom Poljoprivredne zadruge koja je dok je on bio na čelu proizvodila cijenjeni virski sir. Otkupljivala je šumske jagode i grožđe. Zadarske gospodarstvenike opskrbljivala je željezom i cementom. Za infrastrukturu je mnogo učinio prilikom gradnje Virskog mosta. Djelatan na športskom polju. Jedan od osnivača boćarskog kluba Vir čiji je bio predsjednik dugo godina. Gržeta je opravdano smatrao svojim životnim postignućem što je zaustavio štetni suludi projekt gradnje atomske centrale na Viru, jer je time spasio turizam hrvatskog priobalja, i ujedno uklonio opasnu metu koju je neprijatelj mogao koristiti za ucjenjivanje Hrvatske u Domovinskom ratu. Umro je u obiteljskoj kući na otoku Viru i pokopan na virskom groblju.

## Nagrade
Povodom obilježavanja 20. godina od osnutka Općine Vir, za svoje zasluge u razvoju otoka i javni doprinos pri ustroju virske općine, 2013. je godine nagrađen Grbom Općine Vira.